# Marjorie Scardino

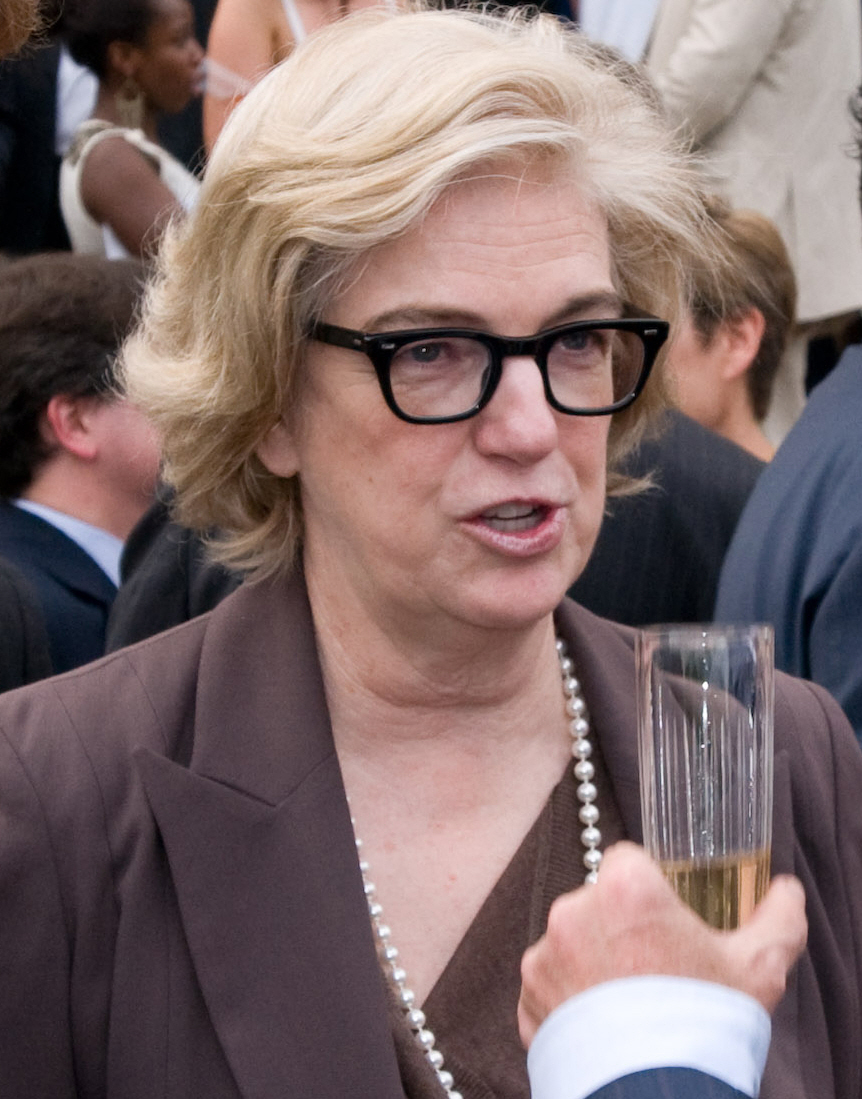
Marjorie Scardino (2011)

Dame Marjorie Morris Scardino DBE, FRSA (* 1947 in Flagstaff, Arizona) ist eine britische Managerin US-amerikanischer Herkunft.
Marjorie Scardino wuchs in Texarkana auf. 1969 erwarb sie einen BA-Abschluss in Französisch und Psychologie an der Baylor University. Ein Jura-Studium an der George Washington University brach sie ab und arbeitete anschließend als Journalistin.
Sie heiratete Albert Scardino, einen Journalisten und erwarb 1975 einen Abschluss in Jura an der University of San Francisco. Später war sie in Savannah als Anwältin tätig.
Gemeinsam mit ihrem Ehemann kaufte sie die Wochenzeitung Georgia Gazette. Diese gewann 1984 einen Pulitzer-Preis.
1985 wurde Scardino Direktorin der britischen Wochenzeitung The Economist für Nordamerika. Sie konnte die Auflage und die Erträge steigern. 1992 wurde sie CEO der Economist-Gruppe. 1997 wurde sie CEO der Verlagsgruppe Pearson, die einen 50 %-Anteil an The Economist hält. Scardino war die erste Frau, die eine Top-100-Firma der London Stock Exchange führte.
Am 21. Mai 2004 erhielt Scardino einen Ehrendoktor von der Saint Mary’s University Halifax verliehen. 2010 wurde sie in die American Academy of Arts and Sciences gewählt. Sie und ihr Ehemann leben in London und haben drei Kinder. Ihr jüngster Sohn Albert Henry Hugh Scardino (* 1984) graduierte 2005 von der Columbia University und arbeitet als Filmschauspieler und -Produzent unter dem Künstlernamen Hal Scardino.